# Vescles
Vescles ist eine französische Gemeinde mit 183 Einwohnern (Stand 1. Januar 2022) im Département Jura in der Region Bourgogne-Franche-Comté. Sie gehört zum Arrondissement Lons-le-Saunier und zum Kanton Moirans-en-Montagne.

## Geografie
Im Osten bildet der Fluss Ain die Grenze zu Lect und Chancia. Die weiteren Nachbargemeinden sind Condes, Thoirette-Coisia mit Coisia, Lavans-sur-Valouse, Arinthod und Cernon.

## Geschichte
1822 übernahm Vescles die bisherigen Gemeinden Boutavant, Chenilla und Rupt. 

### Bevölkerungsentwicklung
| Jahr                       | 1962 | 1968 | 1975 | 1982 | 1990 | 1999 | 2008 | 2018 |
| Einwohner                  | 191  | 156  | 153  | 143  | 167  | 183  | 215  | 190  |
| Quellen: Cassini und INSEE |      |      |      |      |      |      |      |      |